# 荷兰七课
荷兰七课（英語：Dutch in Seven Lessons）是一部制作于1948年的荷兰电影。这部电影在后世的名声来自于这是奥黛丽·赫本首次参与电影演出，她在里面饰演一个的小角色。